# Autoroute A-22 (Espagne)
Pour les articles homonymes, voir A-22.
L'autoroute espagnole A-22 est une autoroute qui relie Huesca (Aragon) à Lérida (Catalogne). Elle double la N-240 entre ces 2 villes.
L'A-22 était l'un des maillons manquants de l'axe qui permet de traverser l'Espagne d'est en ouest par le sud des Pyrénées. À terme on pourra rejoindre le Pays basque (Saint Sébastien) depuis Barcelone (Catalogne) par les autoroutes A-2 - A-22 - A-23 - A-21 - AP-15 - A-15 une fois qu'elles seront construites sur la totalité de leur parcours (A-23, A-21 et A-22)
De plus cette voie rapide permet de relier Huesca et Lleida, deux villes entre lesquelles les échanges sont importants, ce qui permettra de décharger la N-240 de la circulation intense qu'elle subit.

## Tracé
- L'A-22 débute au nord-ouest de Lleida où elle se déconnecte de l'A-2 (Madrid - Barcelone).
- Elle poursuit son chemin vers le nord-ouest en contournant Monzón par le nord.

L'A-2 arrive à Huesca par l'est en la contournant par le nord où elle ira se connecter à l'A-23 (Sagonte - Somport)

## Sorties
De Lleida à Huesca
| Sorties       | Villes                          |       |
| ------------- | ------------------------------- | ----- |
| Embranchement | Barcelone - Saragosse AP-2      | A-2   |
| 65            | Almacelles Sud                  | N-240 |
| 66            | Almacelles Ouest                |       |
| 67            | Almacelles Nord                 | N-240 |
| 68            | Altorricón - Tamarite de Litera |       |
| 69            | Binéfar Sud                     | N-240 |
| 70            | Binéfar Ouest                   | N-240 |
| 71            | Monzón Sud                      | N-240 |
| 72            | Monzón Est                      |       |
| 73            | Monzón Nord                     | N-240 |
| 74            | Barbastro Ouest                 |       |
| 75            | Barbastro Nord                  | N-240 |
| 76            | Lascellas - Ponzano             | N-240 |
| 77            | Lascellas - Ponzano - Abiego    | N-240 |
| 81            | Angüés                          |       |
| 88            | Blecua                          |       |
|               | Sietamo - Huesca A-23           | A-22  |

### Référence
- Nomenclature